# Bruneria
Bruneria es un género de saltamontes de la subfamilia Gomphocerinae, familia Acrididae, y está asignado a la tribu Gomphocerini. Este género se distribuye en Canadá 
y Estados Unidos.

## Especies
Las siguientes especies pertenecen al género Bruneria:
- Bruneria brunnea (Thomas, 1871)
- Bruneria shastana (Scudder, 1881)
- Bruneria yukonensis Vickery, 1969